# 25154 Ayers
25154 Ayers è un asteroide della fascia principale. Scoperto nel 1998, presenta un'orbita caratterizzata da un semiasse maggiore pari a 3,0858175 UA e da un'eccentricità di 0,1625688, inclinata di 1,64247° rispetto all'eclittica.